# 楊太真外傳
《楊太真外傳》，簡稱《太真外傳》，樂史的传奇作品，取材於白居易《长恨歌》與陳鴻《长恨歌传》，是敘述唐明皇與其貴妃楊太真的故事，作者採納唐朝、五代的各種民間小說筆記中紀錄的逸事或靈異傳聞等全部集錄，是一篇知名的小說。
梅兰芳在1925至1926年间根据《楊太真外傳》、《长生殿》改编为京剧，分为四本，也稱為《楊太真外傳》。自《入选》至《梦会》凡十余折，蔚为大观。此剧音乐由徐兰沅、王少卿精心设计，创造了不少新的板式与唱腔并编配了许多京戲、昆曲的曲牌。